# Ungarische Rhapsodie (1979)
Ungarische Rhapsodie (Magyar rapszódia) ist ein ungarischer Historienfilm, den Miklós Jancsó 1979 inszenierte. Er wurde zusammen mit dem Folgefilm Allegro Barbaro gedreht, doch ein geplanter dritter Teil, Concerto, kam nie zustande, so dass der Vitam et sanguinem genannte Zyklus unvollendet blieb. In Cannes wurden die beiden Filme als Rhapsodie hongroise Teil 1 und Teil 2 aufgeführt. Verglichen mit Jancsós früheren ungarischen Produktionen entstanden sie mit größeren Mitteln und viel Personal unweit des Balaton.
Der Titel spielt auf das gleichnamige Musikwerk von Franz Liszt an. Der Film ist ein Loblied auf seine Hauptfigur. Inspiriert ist die Handlung vom Leben des Politikers Endre Bajcsy-Zsilinszky. Dieser entstammte dem Kleinadel und führte mit seinem Bruder nach dem Scheitern der kommunistischen Rätediktatur 1919 den Weißen Terror gegen die Kommunisten an. Aus Abneigung gegen alles Deutsche entfremdete er sich in den 1920ern von seinem Lager und stand dem Faschismus ablehnend gegenüber. Nach der Besetzung Ungarns durch die Wehrmacht 1944 führte er den Widerstand an und wurde von den ungarischen Faschisten ermordet. Jancsó fiktionalisiert das historische Vorbild und setzt beispielsweise die Figur des Ministerpräsidenten aus mehreren historischen Persönlichkeiten zusammen. Er folgt nicht Fakten, sondern versucht einen emotionalen Zugang zur ungarischen Geschichte zu erschließen. Dabei verwendet er eine konventionellere Dramaturgie als in seinen Filmen der ersten Hälfte der 1970er.